# Perafort
Perafort (auch: Perafort i Puigdelfí) ist eine katalanische Gemeinde mit 1.308 Einwohnern (Stand: 2024) in der Provinz Tarragona im Nordosten Spaniens. Sie liegt in der Comarca Tarragonès. Neben dem Hauptort Perafort gehört die Ortschaft Puigdelfí zur Gemeinde.

## Geographische Lage
Perafort liegt etwa acht Kilometer nordnordöstlich vom Stadtzentrum von Tarragona und knapp 85 Kilometer westsüdwestlich von Barcelona in einer Höhe von ca. 125 m am Río Francolí.

## Bevölkerungsentwicklung
| Jahr      | 1970 | 1981 | 1991 | 2001 | 2011 | 2021 |
| Einwohner | 494  | 444  | 505  | 658  | 1230 | 1275 |

## Sehenswürdigkeiten
- Klosterruine von Codony
- Burgreste von Puigdelfí
- Sebastianuskirche (Iglesia de San Sebastián) in Puigdelfí
- Peterskirche (Iglesia de San Pedro) in Perafort

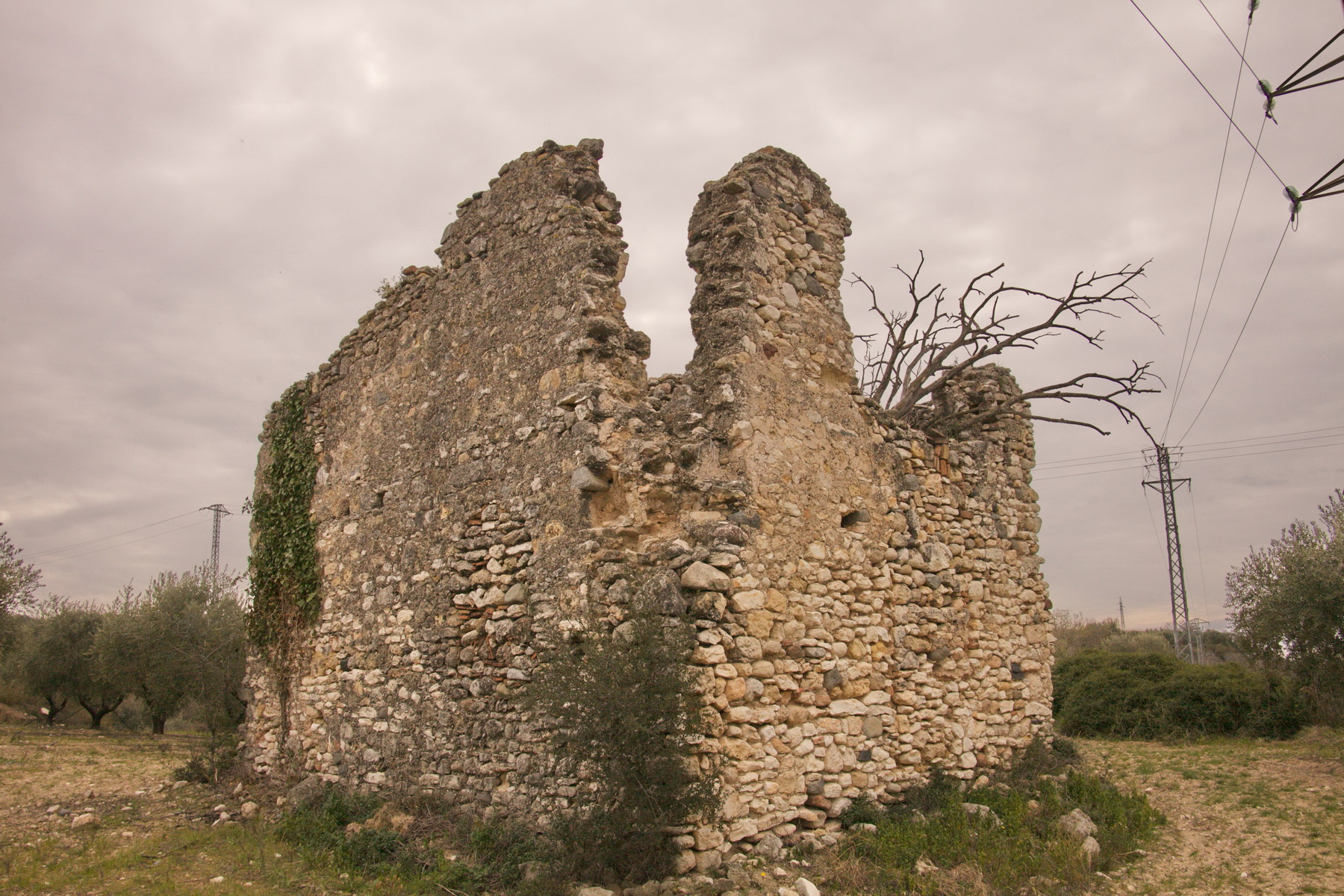
Klosterruine Codony
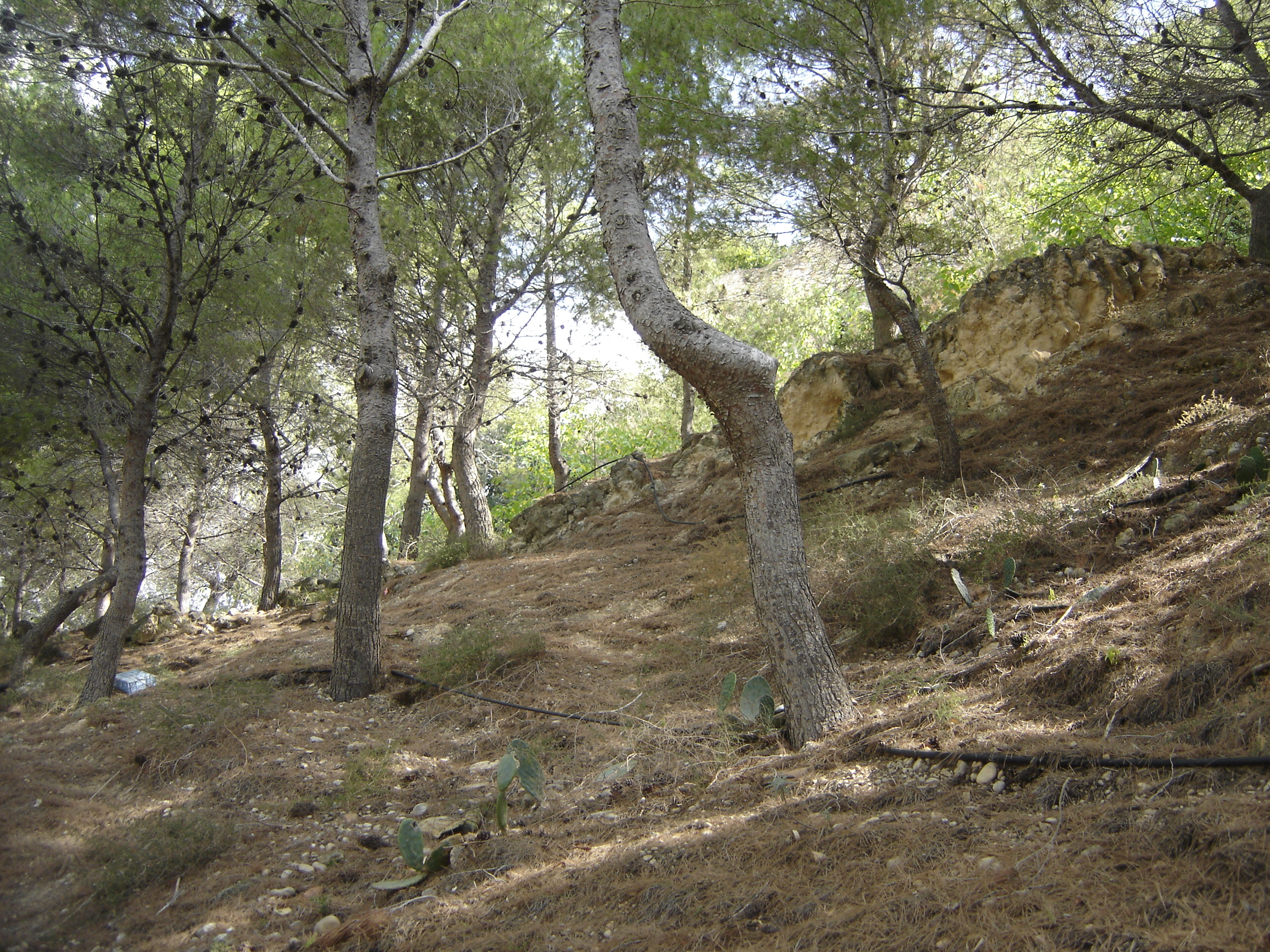
Burgreste von Puigdelfí
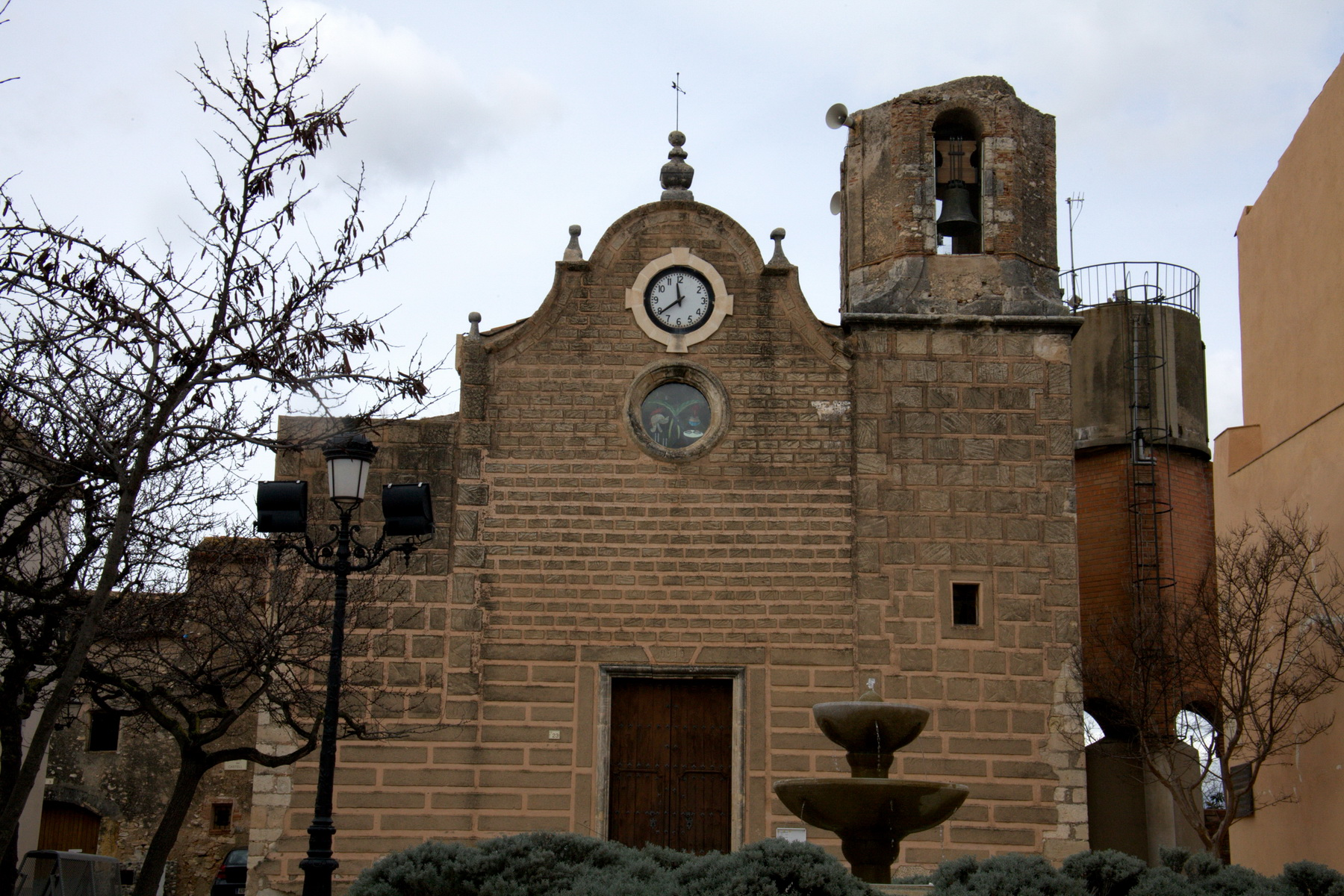
Sebastianuskirche
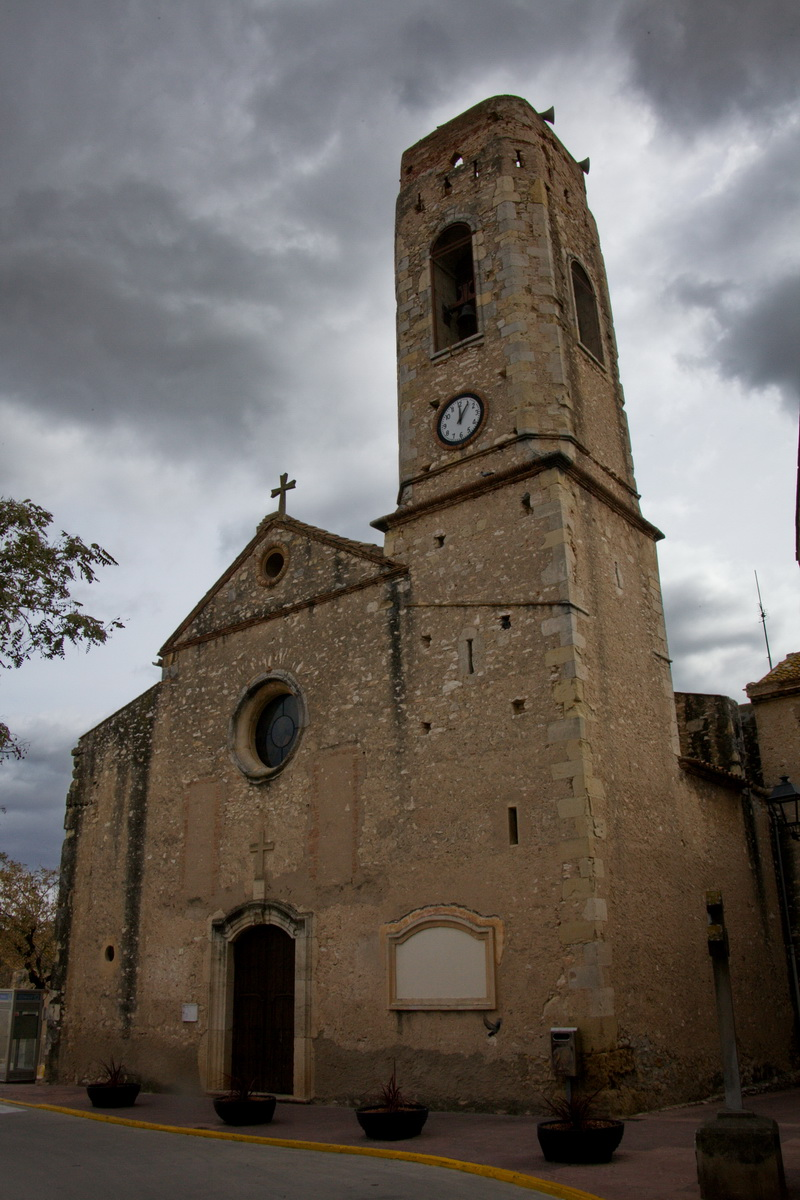
Peterskirche